# Hobart Alter
Hobart Laidlaw „Hobie“ Alter (* 31. Oktober 1933 in Ontario, Kalifornien; † 29. März 2014 in Palm Desert, Kalifornien) war ein US-amerikanischer Surfbretthersteller und Yachtkonstrukteur.

## Lebenslauf
Aufgewachsen in Kalifornien begann Alter im Jahr 1950, die von ihm benutzten Surfbretter in der Garage des elterlichen Sommerhauses im kalifornischen Laguna Beach aus Balsaholz selbst zu bauen. 1954 eröffnete er mit einem Startkapital von 12.000 US-Dollar den ersten Surf-Shop unter dem Namen Hobie Surfboards.
Zu Alters Unternehmen stießen andere talentierte Surfbrett-Bauer wie Phil Edwards und Reynolds Yater. Nachdem Kunststoffschäume und Glasfasern auf den Markt kamen, engagierte er die Shaper Joe Quigg aus Hawaii, Ralph Parker und Terry Martin, die große Erfahrung im Bau der Surfbretter mitbrachten und für ein revolutionäres Design standen. Nach einer langen Reihe von Experimenten und Tests erreichte das Unternehmen 1958 den Durchbruch in puncto Wendigkeit und Festigkeit der Surfbretter. Die neuen Bretter hatten Namen wie Speedo Sponges und Flexi-Fliers und verkauften sich nicht zuletzt wegen ihres Designs mit wöchentlich 250 Stück sehr gut.
Der wirtschaftliche Erfolg war begleitet durch die sportlichen Erfolge Alters und seines Hobie Competition Team.
Gemeinsam mit vier Freunden stieg Alter im Jahr 1966 in den Bootsbau ein. Im Jahr 1966 konstruierte Alter den weltweit ersten Strand-Katamaran Hobie Cat 14 (die 14 steht für die Bootslänge von 14 Fuß) und baute 1968 den Prototyp aus den ihm bekannten Kunststoffen. Dabei kam ihm seine große Erfahrung mit der Surfbrett-Produktion zugute. Die asymmetrischen (bananenförmigen) Rümpfe wurden ohne Schwert, aber mit einer automatischen Ruderanlage konstruiert, die bei Grund- oder Strandberührung hochklappen. Auf eine Fock wurde verzichtet. Dadurch ist die Handhabung des Katamarans im Wasser und auf dem Strand sehr gut, die gesamte Konstruktion ist sehr robust ausgeführt.
Die Neukonstruktion Hobie 14 war von Beginn an ein Erfolg. Wayne Schafer organisierte gleich im ersten Verkaufsjahr eine Regatta in Newport Beach. Die Resonanz in der Presse, insbesondere ein Artikel in der US-Zeitschrift Life unter dem Titel Der Katamaran, der fliegen kann, machte den Hobie 14, seinen Schöpfer Hobart Alter und den sogenannten Hobie Way of Life bekannt.
Der Erfolg motivierte Alter zu Weiterentwicklungen der Hobie Cats (siehe Übersicht). Inzwischen bilden die Hobie Cats die weltweit größte Strandkatamaran-Klasse. Allerdings scheiterten alle Versuche, einen Hobie-Typ zur olympischen Bootsklasse im Segeln zu erheben. Den Vorzug erhielt der schnellere Tornado.
Im Jahr 1971 kamen die ersten Hobie 14 nach Europa. Noch im gleichen Jahr begann die US-Werfttochter Coast Catamaran France im französischen Hyères mit der Produktion von Hobie 14 und 16 für den europäischen Markt.

## Sportliche Erfolge
- 1954 Sieger im Brooks Street Contest in Laguna
- 1958 Dritter Platz Makaha International Surfing Championship
- 1959 Vierter Platz Makaha International Surfing Championship
- 1962 Zweiter Platz Tamdem Surfer Makaha International Surfing Championship
- 1964 Eintragung im Guinness Book of World Records: 26 Meilen Surf auf der Welle eines Motorbootes von Long Beach nach Catalina Island

Das Hobie Competition Team war so erfolgreich, dass es in den 1960er Jahren eine besondere Herausforderung war, es zu schlagen. Hobart Alter sponserte die erfolgreichsten Surfer der West- und Ostküste, unter anderem Corky Carroll und Gary Propper.

## Typen des Hobie Cat

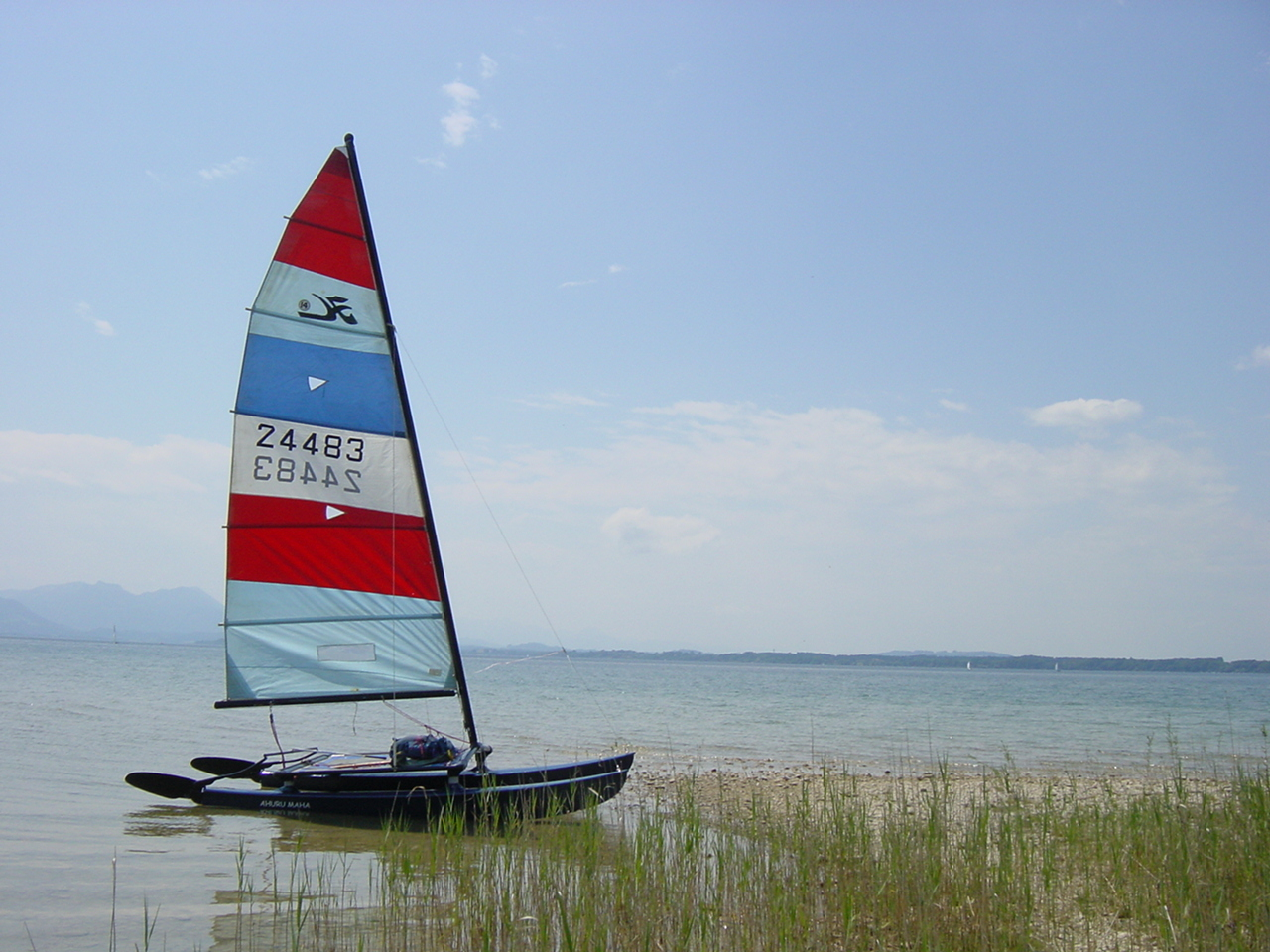
Hobie 14

- 1968 Hobie 14
- 1971 Hobie 16
- 1972 Hobie 18
- 1985 Hobie 17
- 1988 Hobie 21